# Marchinha de carnaval

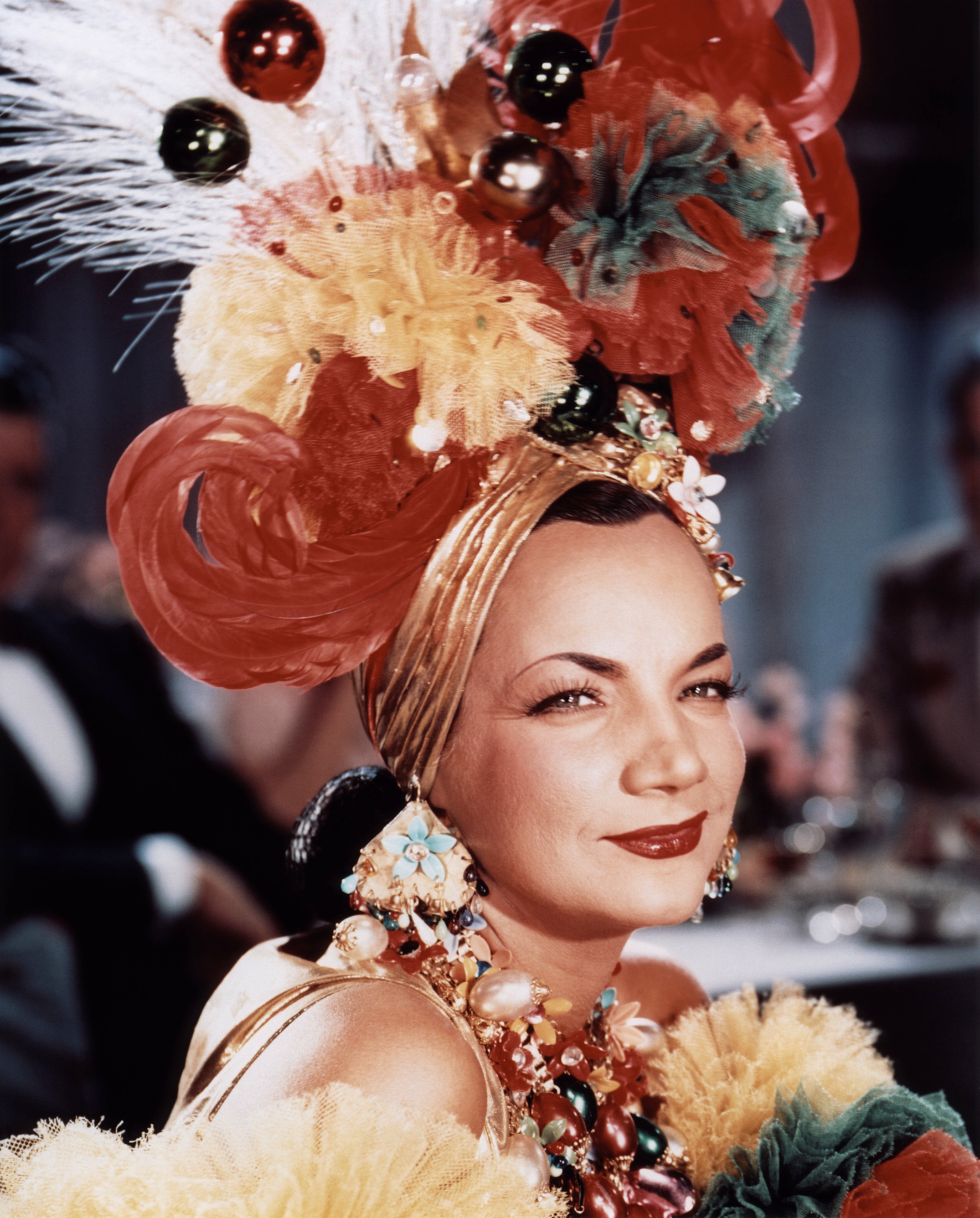
Carmen Miranda, la chanteuse de marche de carnaval la plus populaire.

La Marchinha de Carnaval (litt. « petite marche de carnaval ») est un genre de musique populaire qui prédominait dans le carnaval brésilien des années 1920 aux années 1960, avant d'être peu à peu remplacée par la samba-enredo. Les écoles de samba ne voulaient en effet pas payer les prix élevés pratiqués par les écoles publiques du Brésil et ont choisi le carnaval comme moment pour organiser une grande fête.

## Histoire
La première marchinha est Ó Abre Alas, composée en 1899 par Chiquinha Gonzaga pour le cordon de carnaval Rosa de Ouro,.
Style musical importé au Brésil, il descend directement des marches populaires portugaises (pt), partageant avec elles le rythme binaire des marches militaires, bien que plus accélérées, des mélodies simples et vives, et des paroles épicées, pleines de doubles sens. Les marches portugaises connurent un grand succès au Brésil jusqu'en 1920, notamment Vassourinha, en 1912, et A Baratinha, en 1917.
Initialement calmes et bucoliques, à partir de la deuxième décennie du XXe siècle, ils ont commencé à voir leur tempo s'accélérer, sous l'influence de la musique commerciale nord-américaine de l'époque des orchestres de jazz, comme les marchinhas Eu vi et Zizinha, de 1926, tous deux du pianiste et compositeur José Francisco de Freitas, dit Freitinhas (pt).
La marchinha expressément destinée au carnaval brésilien commence à être produite régulièrement à Rio de Janeiro, à partir de compositions de 1920 comme Pois não d'Eduardo Souto (pt) et João da Praia, Ai amor de Freire Júnior et Ó pé de anjo de Sinhô,, et atteint son apogée avec des interprètes tels que Carmen Miranda, Emilinha Borba (pt), Almirante, Mário Reis, Dalva de Oliveira, Sílvio Caldas, Jorge Veiga et Blecaute (pt), qui ont interprété, tout au long du milieu du XXe siècle, les compositions de João de Barro, Braguinha et Alberto Ribeiro (pt), Noël Rosa, Ary Barroso et Lamartine Babo. Le dernier grand compositeur de marchinha fut João Roberto Kelly (pt).
Les marches du carnaval ont connu leur apogée dans les années 1930, 1940 et 1950. Par la suite, beaucoup a été produites, sans succès. À partir des années 1960, les marchinhas ont commencé à perdre de la place au profit des sambas-enredo. Les écoles de samba, groupes de grands chanteurs de samba, ont commencé à dicter quels étaient les succès. Certains compositeurs, comme Chico Buarque, ont pris le risque d'écrire leurs marchinhas. Caetano Veloso a également pris un risque, mais a flirté avec un autre genre, le frevo, très vivant à Pernambouc, tout comme les marchinhas de Rio de Janeiro, la fête du carnaval. Mais cela s'arrête là.
Dans les années 1980, certains réenregistrements connaissent le succès, comme Balancê, de João de Barro et Alberto Ribeiro — peut-être le plus grand duo de compositeurs marchinha — publié par Gal Costa en 1980 et Sassaricando, de Luís Antônio, Jota Júnior et Oldemar Magalhães, enregistré par Rita Lee pour la bande originale du feuilleton du même nom ; mais c'est très peu pour un pays qui, rien qu'en 1952, a produit environ 400 chants de carnaval, pour la plupart des marches joyeuses et amusantes.

## Marchinhas célèbres
- Allah-La Ô de Haroldo Lobo et Nássara
- Apareceu a Margarida
- A Pipa do Vovô de Manoel Ferreira et Ruth Amaral
- As Pastorinhas
- As águas vão rolar
- Atrás do trio elétrico
- Aurora de Mário Lago avec Roberto Roberti (pt)
- Avenida Iluminada de Newton Teixeira et Brasinha
- Bandeira branca
- Bota camisinha de João Roberto Kelly
- Cabeleira do Zezé de João Roberto Kelly et Roberto Faissal
- Cachaça não é água de Marinósio Trigueiros Filho
- Chiquita Bacana de Braguinha et Alberto Ribeiro
- Chuva, Suor e Cerveja
- Cidade maravilhosa
- Está chegando a hora Carmen Costa, Quirino Mendoza y Cortés, Rubens Campos et Henricão
- Indio quer Apito de Haroldo Lobo et Milton de Oliveira
- Jardineira de Benedito Lacerda et Humberto Porto (1939)
- Jura
- Linda loirinha
- Linda morena de Lamartine Babo
- Malmequer de Newton Teixeira et Cristóvão de Alencar
- Mamãe Eu Quero de Vicente Paiva et Jararaca (1937)
- Marcha da cueca de Carlos Mendes, Livardo Alves et Sardinho
- Máscara negra (marcha-rancho) de Zé Keti et Pereira Mattos (1967)
- Me dá um dinheiro aí de Ivan Ferreira, Homero Ferreira et Glauco Ferreira
- Mulata iê-iê-iê de João Roberto Kelly
- Ó abre alas de Chiquinha Gonzaga (1899)
- Ô balancê
- O teu cabelo não nega mulata" de Lamartine Babo
- Pirata da Perna de Pau de Braguinha
- Pó-de-mico
- Saca rolha
- Sassassaricando de Luiz Antônio, Zé Mário et Oldemar Magalhães
- Ta-hí de Joubert de Carvalho (1930)
- Touradas de Madri de Braguinha
- Transplante de Corintiano (ou Coração Corintiano) de Manoel Ferreira, Ruth Amaral et Gentil Junior
- Tristeza de Haroldo Lobo et Niltinho
- Turma do Funil de Braguinha
- Um pierrô apaixonado
- Yes, nós temos bananas

### Les 10 plus belles marches du Carnaval de tous les temps
En 2011, le magazine Veja sélectionne les 10 plus belles marches du Carnaval de tous les temps, :
| #  | Marchinha             | Interprète                | Compositeur(s)                                         | Date de composition |
| -- | --------------------- | ------------------------- | ------------------------------------------------------ | ------------------- |
| 10 | Chiquita Bacana       | Emilinha Borba (pt)       | Alberto Ribeiro (pt) et Braguinha                      | 1948                |
| 9  | Maria Sapatão         | Chacrinha                 | João Roberto Kelly (pt)                                | années 1950         |
| 8  | A Pipa do Vovô        | Silvio Santos             | Manoel Ferreira (pt) et Ruth Amaral                    | années 1980         |
| 7  | Aurora                | Joel e Gaúcho             | Mário Lago et Roberto Roberti (pt)                     | 1941                |
| 6  | Me Dá Um Dinheiro Aí  | Moacyr Franco (pt)        | Ivan Ferreira, Homero Ferreira (pt) et Glauco Ferreira | 1959                |
| 5  | Saca Rolha            | Zé da Zilda               | Zé da Zilda, Zilda do Zé (pt) et Waldir Machado (pt)   | 1954                |
| 4  | Ó Abre Alas           | Chiquinha Gonzaga         | Chiquinha Gonzaga                                      | 1889                |
| 3  | O Teu Cabelo Não Nega |                           | Lamartine Babo                                         | 1932                |
| 2  | Mamãe Eu Quero        | Carmen Miranda            | Jararaca (pt) et Vicente Paiva (pt)                    | 1939                |
| 1  | Turma do Funil        | Vocalistas Tropicais (pt) | Mirabeau (pt), M de Oliveira et Urgel de Castro        | 1956                |